# حمام أحمر الرقبة
حمام أحمر الرقبة (الاسم العلمي: Streptopelia tranquebarica) هو نوع من جنس ستريبتوبيليا.